# 마리아 퍼쉬

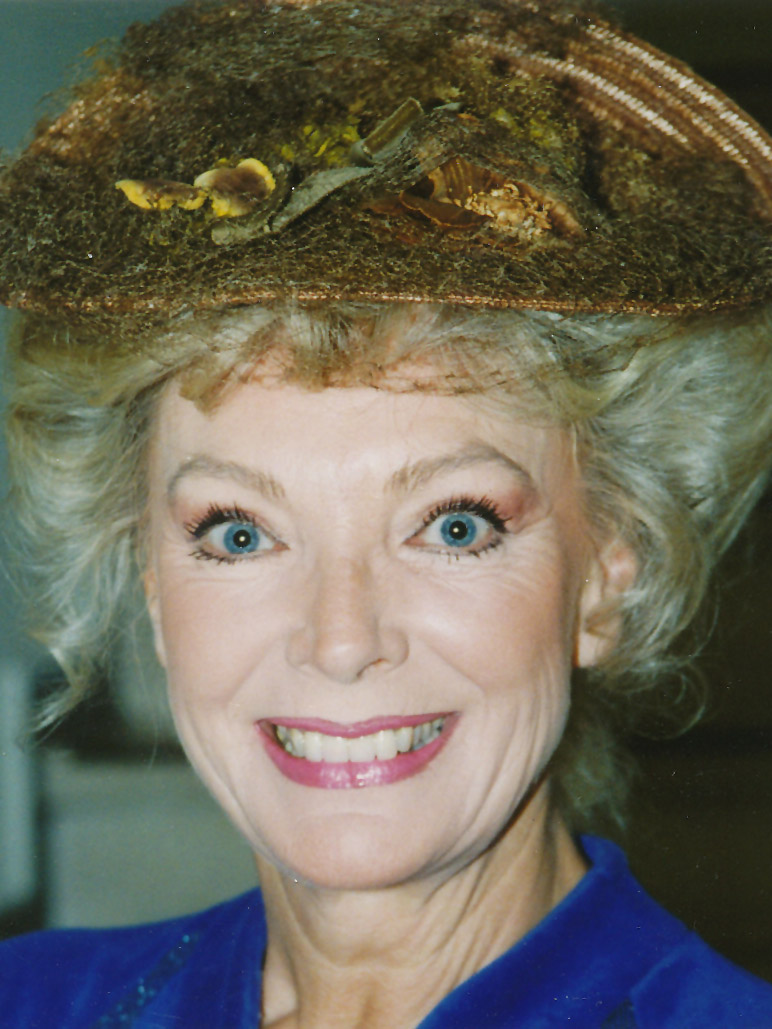

마리아 퍼쉬(Herta Maria Perschy, 1938년 9월 23일 ~ 2004년 12월 3일)는 오스트리아의 연극 배우, 영화배우이다.
아이젠슈타트에서 태어났으며 빈에서 사망하였다. 사인은 암이다.

## 영화
- 해리 앤드 해리엣 (1990년)
- 전쟁과 십자가 (1977년)
- 더 고스트 갤리온 (1974년)
- 세이 잇 위드 플라워즈 (1974년)
- 코미자르 X (1965년)
- 리오 그란데의 대결 (1965년)
- 가장 좋은 남성용 스포츠 (1964년)
- 633 폭격대 (1964년) - 힐드 버그먼 역
- 프로이트 (1962년)
- 러브 인 로마 (1960년)